# Manuela Escamilla
Manuela Escamilla (Monforte de Lemos, Lugo, 20 de mayo de 1648 — Madrid, 1721) fue una actriz, cantante, música y autora de comedias española del Siglo de Oro Español. Hija natural de Antonio Escamilla, y la más dotada de las tres que tuvo, se inició en la farándula con sólo seis años y heredó el legado profesional paterno como "graciosa" y empresaria.

## Biografía
Nacida en Monforte de Lemos mediado el siglo XVII, hija de Francisca Díaz y Antonio Escamilla, Manuela figura ya en enero de 1654 con categoría de 'tercera dama' de la compañía de Pedro de la Rosa actuando en Madrid hasta Carnaval del año siguiente. Pasaron luego a la de Francisco García "el Pupilo", donde su padre Antonio figuraba como especialista en “representar la parte de la graciosidad”, y su hija Manuela para “representar las terceras damas de la graciosidad”. Padre e hija se inscribieron así en los anales de la historia de los cómicos españoles, herederos del legado del inolvidable Juan Rana.
Se casó con el actor Miguel Dieste, con quien tuvo un hijo, Miguel de Escamilla. En 1668 tuvo otro hijo con el autor Alonso de Olmedo. Más tarde, se casó de forma secreta con el poeta Francisco de Monteser, de cuya unión nació su hija Teresa de Monteser. Fue conocida por la representación de los papeles de Juan Ranilla, a imitación del papel cómico creado por el actor Cosme Pérez, también conocido, como se ha dicho previamente, como Juan Rana. Por lo tanto, formó pareja cómica con su padre en La portería de las damas, de Francisco de Avellaneda, y El triunfo de Juan Rana, de Calderón de la Barca. Por ello, se piensa que su padre compró para ella un vestido de Cosme Pérez, al que este hacía referencia en su testamento de junio de 1666, advirtiendo que Antonio de Escamilla todavía no se lo había pagado.
Se ha deducido que hacia el año 1677, ya con veintinueve años, Manuela alcanzó el puesto de primera dama (equivalente a la primera actriz o actriz protagonista de siglos posteriores), si bien ya un año antes se contaba entre las favoritas de los favores reales. También figura, ya como autora aunque es probable que solo fuera apoderada de su padre, dirigiendo la compañía familiar en Valencia, Granada y Cádiz entre 1683 y 1690. No se conocen datos sobre sus últimos años, aunque diversos autores aceptan que murió septuagenaria en el Madrid de 1721.
En el Tratado histórico sobre el origen y progreso de la comedia y del histrionismo en España, publicado en 1804 por Casiano Pellicer, queda noticia de estos versos escritos en su honor: 

"A Escamilla y á su hija
La Villa les dé salario,

A él por lo poco que sabe,

Y á ella porque sabe tanto."